# Katajewo (Kraj Zabajkalski)
Katajewo (ros. Катаево) – wieś w Rosji, w Kraju Zabajkalskim, w rejonie pietrowsk-zabajkalskim. W 2010 liczyła 657 mieszkańców.